# Manuel Ortega Ocaña
Pour les articles homonymes, voir Manuel Ortega et Ortega.
Manuel Ortega Ocaña, né le 7 juillet 1981 à Jaen, est un coureur cycliste espagnol. Il est professionnel de 2006 à 2011 au sein de l'équipe Andalucia.

## Biographie
Manuel Ortega commence sa carrière professionnelle en 2006 dans l'équipe Andalucía-Paul Versan, qui devient Andalucia-Cajasur en 2007.

## Palmarès
- 2004
  - Tour de Carthagène
    - Classement général
    - 1re étape
- 2005
  - 1re étape du Tour de Palencia
  - 5e étape du Tour de Tenerife
  - 2e de la Coupe d'Espagne de cyclisme
- 2009
  - 1re étape du Grand Prix Paredes Rota dos Móveis
- 2010
  - 2e de la Prueba Villafranca de Ordizia

## Résultats sur les grands tours

### Tour d'Espagne
- 2007 : 102e
- 2008 : 82e
- 2009 : abandon (6e étape)
- 2010 : 123e

## Classements mondiaux
| Année           | 2005  | 2006 | 2007 | 2008 | 2009 | 2010 | 2011 |
| --------------- | ----- | ---- | ---- | ---- | ---- | ---- | ---- |
| UCI Asia Tour   |       |      |      |      |      |      | 270e |
| UCI Europe Tour | 1192e |      |      | 667e | 388e | 274e |      |